# Pokémon Pinball
Pokémon Pinball est un jeu vidéo de flipper japonais de la série de jeux vidéo Pokémon développé par HAL Laboratory. Édité par Nintendo, le jeu est sorti en 1999 au Japon et en Amérique du Nord et en 2000 en Europe. Pokémon Pinball est un jeu dérivé de Pokémon Rouge et Bleu.
Comme dans une partie de flipper, le joueur doit marquer le maximum de point avec les trois billes disponibles. Le second but reprend le système de jeu de Pokémon ; il faut capturer les 150 Pokémon disponibles, grâce à la bille de flipper qui est une Poké Ball et remplir le Pokédex.

## Système de jeu
Pokémon Pinball se joue comme un flipper traditionnel. Il possède deux tables ; chacun représentant une version de Pokémon Rouge et Bleu. Même si les deux flippers prennent deux tableaux, ils ne sont pas identiques, avec chacun des dispositions différentes.
Le jeu bénéficie d'améliorations en rapport avec les Pokémon: en effet, au fil des parties, on pourra attraper des Pokémon et les faire évoluer. Le principe est le même que dans les jeux Pokémon habituels: remplir le Pokédex avec les Pokémon attrapés. En outre, attraper et faire évoluer des Pokémon permet de gagner des points supplémentaires. La bille est représentée par une Poké Ball, qui se transforme en Superball, en Hyperball ou en Master Ball grâce à des bonus. Les couleurs et les environnements des tableaux de jeu changent en fonction de la version choisie. Les environnements en général sont faits d'éléments de l'univers Pokémon.
Attraper ou faire évoluer des Pokémon nécessite de réussir certaines manipulations en cours de jeu (faire le tour du plateau de jeu, entrer dans les bons trous, envoyer la Poké Ball qui fait office de bille à des endroits précis...). Les Pokémon à attraper varient selon le lieu où l'on se trouve (déterminé au début de la partie, mais modifiable en refaisant certaines manipulations).
Pour gagner des points, on peut aussi avoir accès à des niveaux bonus (ils ne sont accessibles que tous les trois Pokémon attrapés mais une évolution équivaut à deux Pokémon attrapés). Il existe cinq niveaux bonus différents:
- Le niveau Miaouss et le niveau Otaria (uniquement dans la version bleue);
- Le niveau Taupiqueur et le niveau Fantominus (uniquement dans la version rouge);
- Le niveau Mewtwo (dans les deux versions).

En fin de partie, le score et l'avancement du Pokédex sont sauvegardés et visibles à partir du menu principal.

## Développement
Pokémon Pinball est le premier jeu dérivé de la série de jeux vidéo Pokémon à arriver sur le sol américain et européen,. Il est sorti le 14 mars 1999 au Japon, le 31 juillet 1999 en Amérique du Nord et le 6 octobre 2000 en Europe. La boîte de jeu comporte en élément principal, un Pikachu stylisé de côté, accompagné de Métamorph, de Triopikeur et de Miaouss.

## Accueil
Le jeu reçu un bon accueil critique avec une moyenne basée sur onze jeux de 81,73 % sur GameRankings. Cameron Davis de GameSpot accueille le jeu « plus qu'une rentrée d'argent facile éhonté par le phénomène Pokémon » et note le jeu de 8,7/10. Craig Harris d'IGN vante Pokémon Pinball par « encore un jeu vidéo de flipper bien conçu » et qu'il s'agit d'un « grand titre pour tout simplement se détendre et pour jouer quelques sessions » et le note d'un 8/10. Jeuxvideo.com, pensant qu'il s'agit d'un jeu servant à « exploiter le phénomène Pokémon jusqu'à la moelle », rapplique d'une « très bonne surprise » et note le jeu d'un 15/20. Gamekult, voyant également le jeu comme un gain facile, apprécie le jeu comme un « petit flipper sympathique » et lui donne la moyenne, 5/10.
Selon VG Chartz, le jeu s'est vendu mondialement à 5,31 millions d'unités. En Amérique du Nord, 3,02 millions ont été vendues, 1,12 million en Europe et 1,01 million au Japon. Le reste du monde se partage le 0,16 million restant.

## Postérité
En 2003 paraît Pokémon Pinball : Rubis et Saphir, un jeu vidéo de flipper basé sur Pokémon Rubis et Saphir ; il s'agit également de la suite de Pokémon Pinball et s'inscrit dans la troisième génération de Pokémon.